# 鋼索線 (南海電氣鐵道)

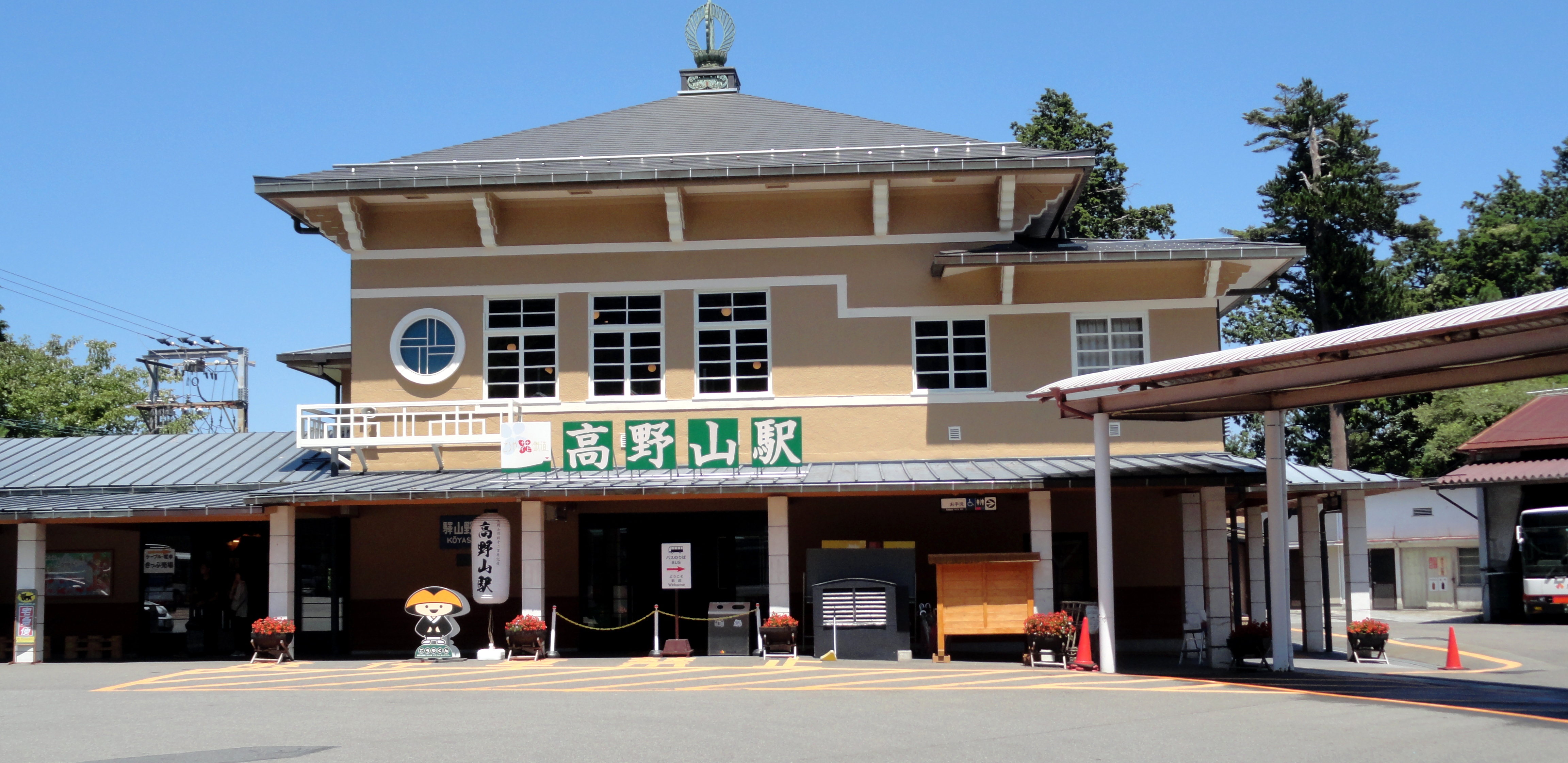
鋼索線高野山站

鋼索線（日语：／ Kōsaku sen */?）是一條位於日本和歌山縣伊都郡高野町，連結高野線終點極樂橋站至靈峰高野山的玄關口高野山站，屬於南海電氣鐵道的往复式地面缆车。又稱「高野山纜車」。

## 路線資料
- 路線距離（營業距離）：0.8公里
- 方式：單線2輛交走式
- 軌距：1067毫米
- 站數：2個（包括起終點站）
- 高低差：330公尺
- 最大坡度：568.2 ‰（29°21′）

## 車站列表
全部車站都位於和歌山縣伊都郡高野町。
| 車站編號 | 中文站名 | 日文站名 | 英文站名 | 營業距離 | 接續路線                                       |
| -------- | -------- | -------- | -------- | -------- | ---------------------------------------------- |
| NK86     | 極樂橋   |          |          | 0.0      | 南海電氣鐵道：高野線（前往難波）               |
| NK87     | 高野山   |          |          | 0.8      | 南海林間巴士：立里線、高野龍神線、高野山內各線 |

## 關連項目
- 日本鐵路線列表
- 大手私鐵